# Luigi Pasqualigo
Luigi Pasqualigo (né Alviso Giovanni Pasqualigo le 29 décembre 1536 et mort le 1er septembre 1576) est un militaire et un homme de lettres vénitien de la Renaissance. 

## Biographie
Luigi Pasqualigo est le fils de Vincenzo Pasqualigo (†1553), patricien vénitien, et de Betta Sanudo. Il descend ainsi de la famille noble vénitienne d'origine crétoise des Pasqualigo ainsi que de celle des Sanudo.
Luigi Pasqualigo a écrit la pièce Il Fedele, adaptée en 1584 par le dramaturge élisabéthain Anthony Munday (1553-1633) sous le titre Fidele and Fortunio et en 1611 par le dramaturge français Pierre de Larivey sous le titre Le Fidèle. 
Selon son frère, il était plus « un disciple de Mars que d'Apollon ». 
Pasqualigo a pris part apparemment à la Bataille de Lépante en 1571. Il avait été nommé capitaine du galion espagnol Idra (Hydra) de Naples, qui se tenait sur le flanc gauche de la flotte chrétienne. Il s'agit peut-être d'une autre personne s'appelant également « Luigi Pasqualigo », mais aucune preuve ne permet de douter qu'il s'agisse du même homme.
Il meurt de la peste à l'âge de quarante ans, peu après la publication de la première édition de sa pièce Il Fedele.

## Publications
- Dalle Lettere Amorose, Libri Quattro, Vinegia, 1573, 1581 et 1607.
- Il Fedele, Venezia, Bolognino Zaltieri, 1576.
- Il Fedele, Comedia…Di Novo Ristampata, e ricorretta, Venetia, appresso Francesco Zinetti, 1579.
- Il Fedele, a cura di Francesca Romana de’Angelis, Roma, E & A editori associati, 1989.
- Gl'Intricati, (romance pastorale), 1581.
- Rime Volgari, Venetia, appresso Gio.Battista Ciotti, 1605.

## Influences
Pièces influencées par l'ouvrage de Pasqualigo, Il Fedele :
- Pierre de Larivey, Le Fidèle, une version française de Il Fedele lire en ligne sur Gallica
- Anthony Munday, Fidele and Fortunio (en), adaptation anglaise.
- Abraham Fraunce (en), Victoria: A Latin Comedy [lire en ligne]